# ملعب الأحمدي
ملعب الأحمدي هو ملعب متعدد الاستخدامات يقع في محافظة الأحمدي في الكويت, يستخدم غالبا في مباريات كرة القدم ويستضيف مباريات نادي الشباب الكويتي, يتسع لحوالي 18000 متفرج.

## روابط إضافية
- معلومات الملعب